# Estação Ferroviária de Ameixial

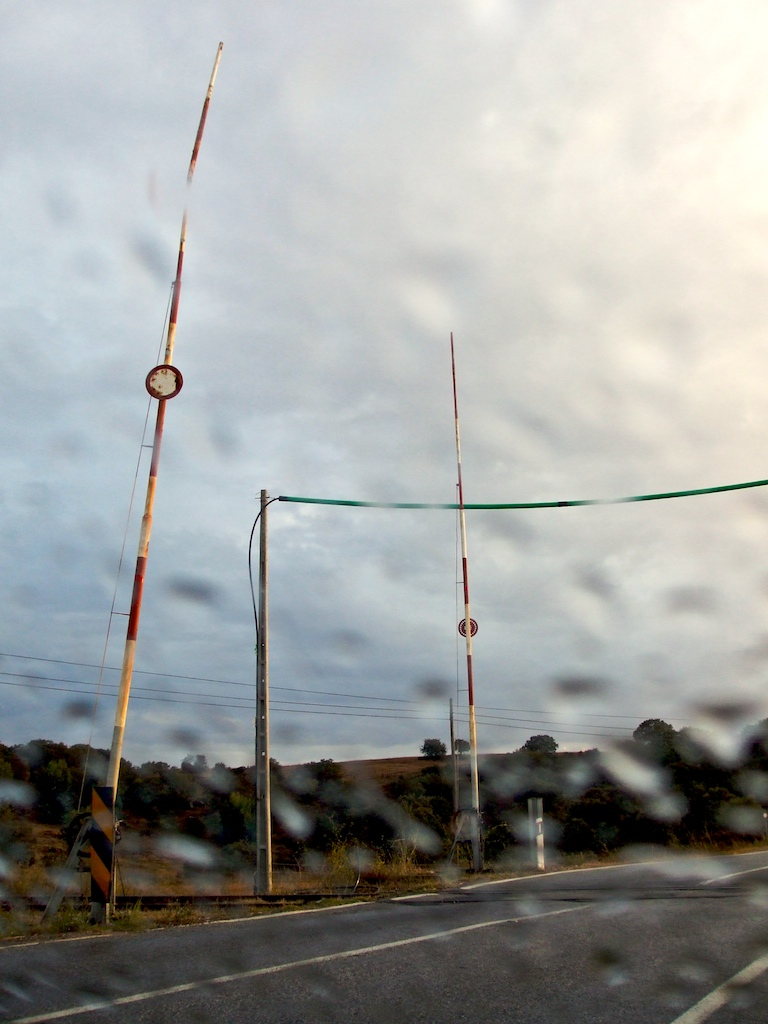
Passagem de nível nas imediações desta estação (ao), em 2008.

A estação ferroviária de Ameixial é uma interface encerrada da Linha de Évora, situada na freguesia de São Bento do Ameixial, no município de Estremoz, em Portugal. Era originalmente denominada estação ferroviária de Estremoz (nome anteriormente grafado como "Extremoz"), tendo alterado a sua designação para Ameixial quando se inaugurou o troço até Vila Viçosa em 1905, que possibilitou a construção de uma estação num local mais próximo da vila de Estremoz.

## Descrição

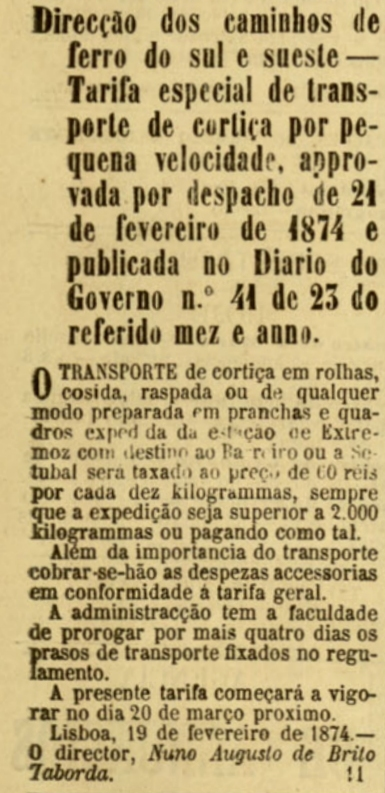
Anúncio de 1874, com uma tarifa especial de cortiça de Extremoz (Ameixial) para Setúbal e o Barreiro.

### Localização e acessos
Esta inteface situava-se na localidade de Ameixial, no território da então freguesia de São Bento do Ameixial mas mais perto do centro da cidade de Estremoz (Combatentes), a pouco mais de três quilómetros para nascente, com desnível apreciável, com acesso via EN4-2 ou EN245 e/ou EN18.

### Infraestrutura
Em janeiro de 2011, contava com duas vias de circulação, ambas com 295 m de comprimento, e com uma só plataforma, que apresentava 45 cm de altura e 62 m de extensão. O edifício de passageiros situa-se do lado nascente da via (lado direito do sentido ascendente, para Estremoz).

## História
Esta estação foi inaugurada em 22 de Dezembro de 1873, com o nome de Estremoz, tendo sido o terminal provisório da Linha de Évora até à inauguração do ramal até Vila Viçosa, em 1 de Agosto de 1905. Neste novo lanço, entrou ao serviço uma nova estação de Estremoz, mais próxima da vila, tendo a antiga estação passado a denominar-se de Ameixial. No mesmo dia, a estação foi colocada numa zona especial de transportes de cortiça para o Barreiro.
Em 1913, havia um serviço de diligências entre Sousel e a estação de Ameixial. Em 1939, a Companhia dos Caminhos de Ferro Portugueses fez obras de reparação na estação do Ameixial.
O lanço entre Évora e Estremoz foi encerrado ao tráfego de passageiros em 2 de Janeiro de 1990. Em 2009, terminaram os serviços de mercadorias neste lanço, que foi oficialmente desclassificado em 2011.